# Sarakreek (rivier)
De Sarakreek is een rivier in het district Brokopondo in Suriname. De rivier ontspringt in het Lelygebergte en mondt uit in het Brokopondostuwmeer. Voordat het stuwmeer medio jaren 1960 werd aangelegd, liep de rivier verder door tot het latere district Para. In de rivier werd goud gevonden. Sinds 1911 liep de Landsspoorweg erlangs. De kreek is genoemd naar de sara een Surinaamse zoetwatergarnaal die in de kreek voorkomt.

## Geschiedenis
De Sarakreek was de belangrijkste zijrivier van de Surinamerivier. Ze werd beschreven als breed met veel ondiepten, eilanden en stroomversnellingen. Vanaf 1793 werden de oevers bewoond door Aukaners die er tien dorpen bouwde. De belangrijkste nederzetting was Koffiekamp (aan de samenvloeiing van de Surinamerivier) dat bestond uit drie dorpen en een missiepost van de Evangelische Broedergemeente.
De dorpen vormden een angel in een conflict met marrons van het volk Saramacca die hun grondgebied langs de Surinamerivier hadden, ten zuiden van de militaire buitenpost Victoria. De Saramaccaners beschouwden de Sarakreek als een deel van hun territorium, omdat ze een zijrivier van de Surinamerivier was. De Aukaners zagen het als hun gebied, omdat ze vanuit de Tapanahonyrivier langs de Tossokreek naar het noorden waren getrokken. In 1809 werd een verdrag getekend tussen de regering van Suriname en de granman van de Aukaners, waarin stond dat de Aukaners het gebied rond de Sarakreek moesten verlaten en daarvoor in de plaats naar de Marowijneoevers moesten verhuizen. Dit verdrag werd echter genegeerd.

## Ontdekking van goud

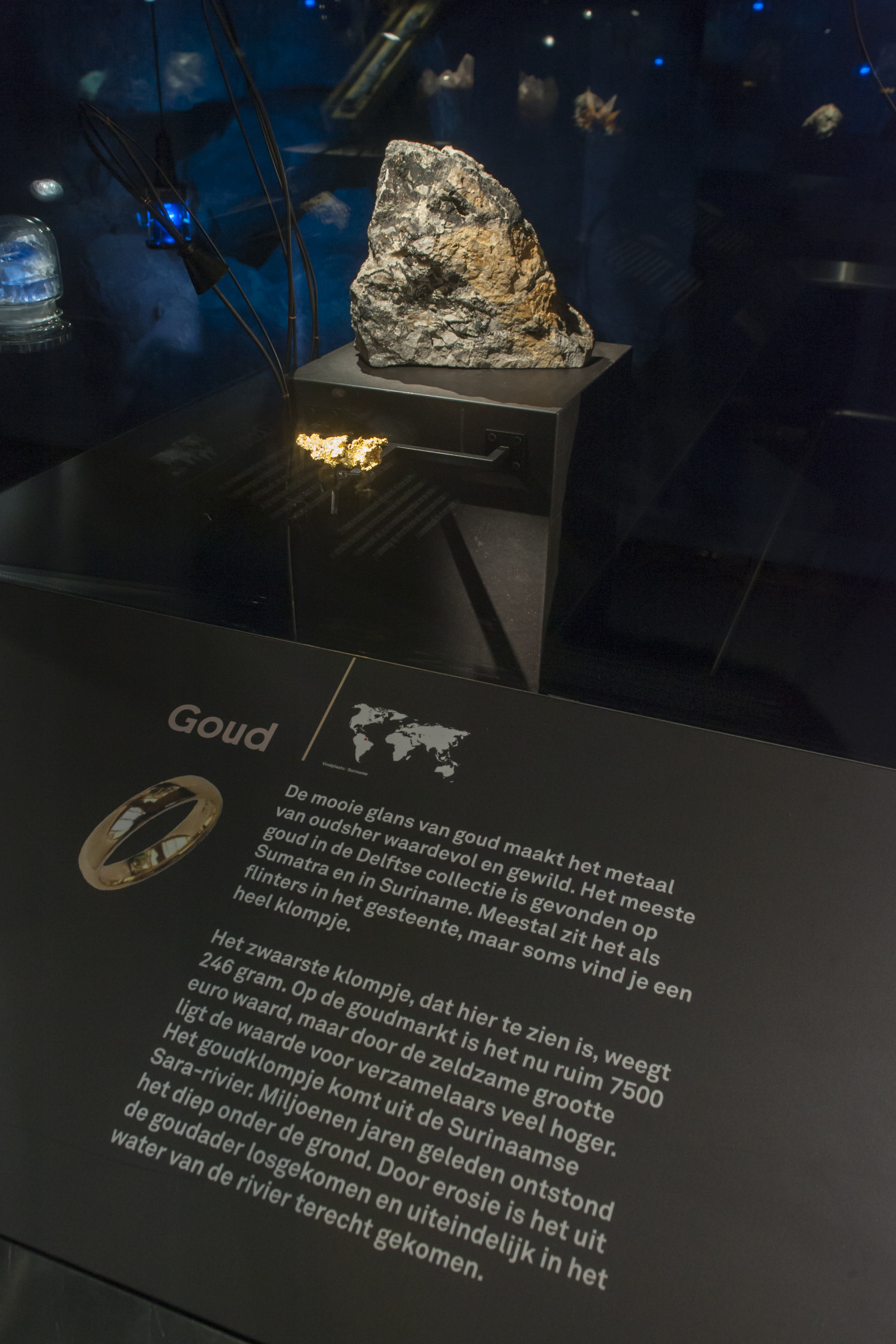
Goudklomp uit de Sarakreek

In 1876 werd goud ontdekt langs de Sarakreek. In 1882 werd 587.000 hectare aan concessies toegekend voor de verkenning van het gebied. Omdat bleek dat gouverneur Cornelis Ascanius van Sypesteyn persoonlijk had geprofiteerd van de concessies, moest hij aftreden.

## Lawa Spoorweg

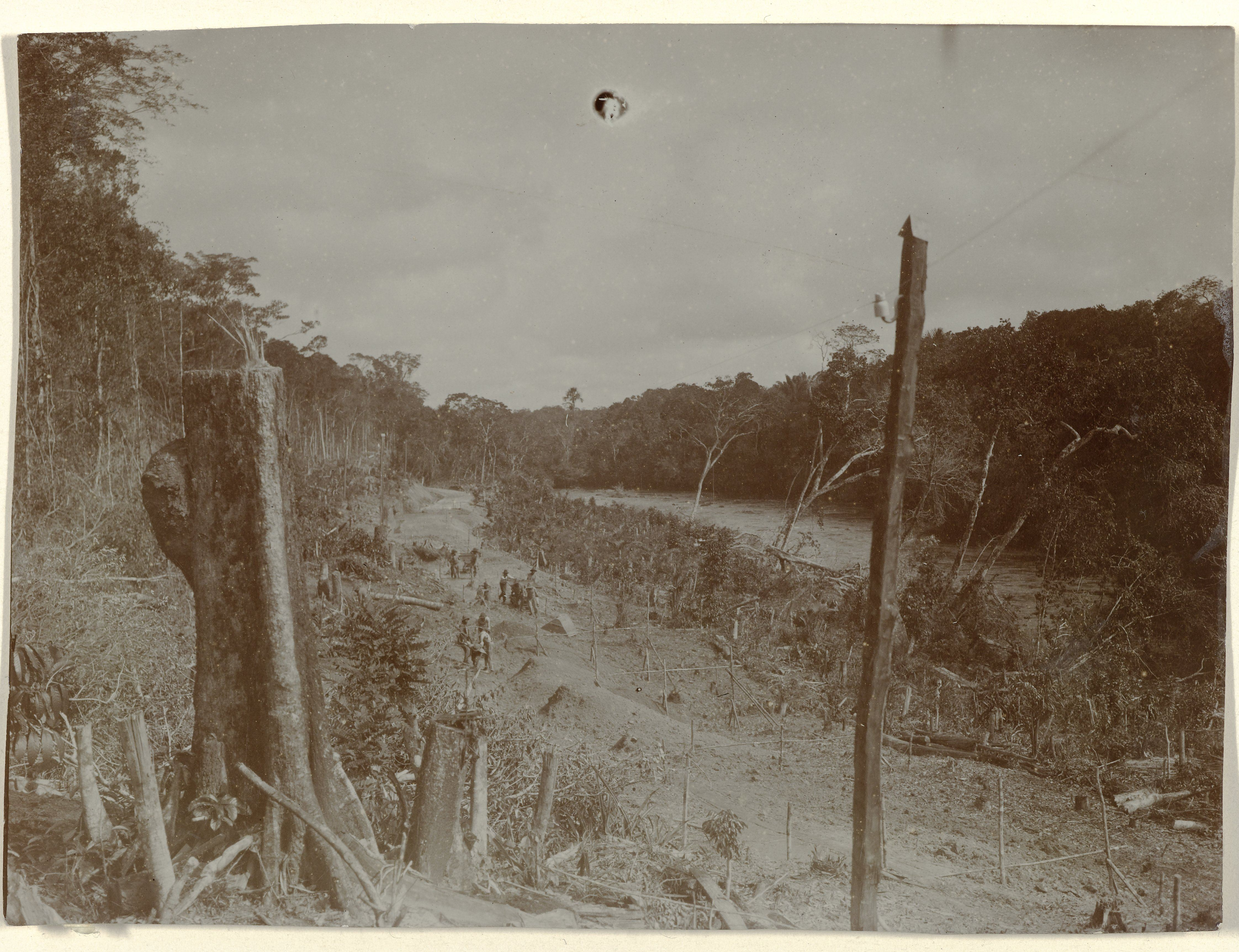
Aanleg van de spoorlijn langs de Sarakreek (1905-1910)

Eind 19e eeuw duurde een boottocht van Paramaribo naar de goudvelden aan de Lawarivier onder normale omstandigheden 14 dagen. In 1903 werd begonnen met de aanleg van de Landsspoorweg om de toegang tot de goudvelden langs de Sarakreek en de Lawarivier te verbeteren. De spoorlijn werd in 1911 voltooid en eindigde bij de laatste stroomversnellingen in de Sarakreek. De laatste vijftig kilometer naar Benzdorp aan de Lawarivier werd nooit aangelegd, omdat de aanlegkosten van het spoor hoger waren dan verwacht en de opbrengst van de goudvelden beneden verwachting was.

## Aanleg Brokopondostuwmeer
In 1958 werd besloten tot de bouw van de Afobakadam in de Surinamerivier om met behulp van een stuwmeer de aluminiumfabricage van elektriciteit te voorzien. Hier kwamen dorpen onder water te staan, zoals Wakibasoe, Koffiekamp, Abontjeman, Adjama, Sikakamp, Gégé en Dam. De bewoners in de dorpen van dit gebied werden naar andere plaatsen gemigreerd.